# Vladimir Geraščenko
Vladimir Vasil'evič Geraščenko (in russo Владимир Васильевич Геращенко?, angl. Vladimir Gerashchenko; 27 aprile 1968) è un ex calciatore russo, fino al 1991 sovietico, di ruolo difensore.

## Palmarès

### Club

#### Competizioni nazionali
- Kubok Federacii SSSR: 2

Dnepr: 1986, 1989
- Campionato sovietico: 1

Dnepr: 1988
- Superkubok SSSR: 1

Dnepr: 1988
- Kubok SSSR: 1

Dnepr: 1988-1989
- Pervij divizion: 1

Rotor: 1991
- King's Cup: 1

Rotor: 1995